# Annea
Genre
Annea est un genre de plantes à fleurs de la famille des Fabaceae, de la sous-famille des Detarioideae et de la tribu des Amherstieae. Il inclut deux espèces d'arbustes ou de petits arbres originaire de l'ouest de l'Afrique.
Le genre a été nommé en référence à	Anne Bruneau.

## Liste des espèces
- Annea afzelii (Oliv.) Mackinder & Wieringa (syn. Hymenostegia afzelii)
- Annea laxiflora (Benth.) Mackinder & Wieringa

## Publication originale
- (en) Mackinder & Wieringa, « Annea gen. nov. (Detarieae, Caesalpinioideae, Leguminosae), a home for two species long misplaced in Hymenostegia sensu lato », Phytotaxa, vol. 142, no 1,‎ 2013, p. 1–14 (DOI 10.11646/phytotaxa.142.1.1, lire en ligne).